# Otto Weber Verlag
Der Otto Weber Verlag war ein von 1884 bis 1928 bestehender Verlag in Heilbronn, der mehrere Wochenblätter und Illustrierte herausgab, die vor allem in Südwestdeutschland Verbreitung fanden. Nach 1919 unterhielt der Verlag auch den schöngeistigen Walter Seifert Verlag, zu dessen Mitarbeitern zahlreiche bekannte Schriftsteller aus ganz Deutschland zählten.

## Geschichte
Otto Weber (* 22. August 1861 in Roigheim; † 1916) entstammte einer Müllerfamilie und hatte ursprünglich auch das Müllerhandwerk erlernt, verdingte sich dann jedoch bereits in jungen Jahren als Buchhändler in Graz und Verona, später in Heilbronn. 1884 erwarb er eine kleine Druckerei in Heilbronn, in der er 1887 seine erste Wochenzeitung, den Allgemeinen Sonntags-Anzeiger, produzierte. Ab 1890 gab er auch den Familienfreund heraus, der jedoch wegen des geringen Erfolges bald wieder eingestellt wurde. Erfolgreicher war dagegen die 1892 begonnene Süddeutsche Tierbörse, eine Zeitschrift für Kleintierzüchter mit umfangreichem Anzeigenteil. 1897 wurde ein großes Verlagsgebäude in Heilbronn an der Ecke Gartenstraße/Weinsberger Straße (heutiger Standort des Gewerkschaftshauses) errichtet, dem wenige Jahre darauf bereits ein Anbau an der Weinsberger Straße folgte.
Die 1907 begründete Süddeutsche Illustrierte war die erste illustrierte Zeitung Südwestdeutschlands, die im Rotationsdruck gedruckt wurde. Die Auflage erreichte bisweilen 60.000 Exemplare, die in Württemberg, Baden, der Pfalz und Hessen sowie vor allem im Elsass verbreitet wurden. Ab 1912 wurde mit Aus Zeit und Leben eine weitere ähnliche illustrierte Wochenschrift verlegt. Zu den Mitarbeitern der beiden Illustrierten zählten Alexander Renz, Hans Franke und der Lyriker Hans Gäfgen. Neben den Zeitungen und Illustrierten produzierte der Verlag zu dieser Zeit auch Romane und Romanhefte.
Nach dem Tod des Gründers 1916 verwaltete dessen Witwe zeitweilig das Unternehmen, bis nach dem Ende des Ersten Weltkriegs die Söhne Otto junior und Bernd aus dem Feld zurückkehrten und den Verlag übernahmen, der durch den Wegfall des Elsass ein wichtiges Absatzgebiet verloren hatte. 1919 wurde dem Otto Weber Verlag der schöngeistige Walter Seifert Verlag angegliedert, dessen Cheflektor der Schriftsteller Theodor Etzel (* 9. Januar 1873; † 19. August 1930) war. Etzel hatte zahlreiche eigene Romane verfasst und das Gesamtwerk von Poe und La Fontaine übersetzt, um 1900 hatte er bereits die Zeitschrift Die Lese herausgegeben. 
Im Walter Seifert Verlag wurde Etzel Herausgeber der zweimonatlich erscheinenden Zeitschrift Die Fahne, zu deren Mitarbeitern Ludwig Klages, Manfred Kyber, Hans Reiser, Hans Brandenburg, Richard Euringer, Martin Luserke, Rudolf von Laban und andere zählten. Eine weitere Zeitschrift im Walter Seifert Verlag war Telos – Halbmonatsschrift für Arbeit und Erfolg, deren Herausgeber Raoul Francé (1874–1943) war. Die Nachwirkungen der Inflation, der stärker werdende Druck der großstädtischen Illustrierten und einige Fehldispositionen führten 1928 zur Liquidation des Verlages. Das Verlagsgebäude wurde 1929 zum Schulhaus der Heilbronner Handelsschule.